# Karhumäki Viri
Die Karhumäki Viri war ein einsitziges Sportflugzeug des finnischen Herstellers Veljekset Karhumäki.

## Geschichte und Konstruktion
Die Viri wurde 1936 durch die Finnische Gesellschaft der Luftfahrtingenieure (Ilmailuinsinöörien kerho) entworfen. Die Maschine war als leichter einsitziger Hochdecker für Kunstflüge ausgelegt und wurde von einem 37 PS starken Szekely SR-3-0-Motor angetrieben. Sie besaß ein nicht einziehbares Spornfahrwerk. Der Pilot saß in einem offenen Cockpit, im mit Sperrholz beplankten vorderen Rumpfteil. Der Rest des Rumpfes war mit Stoff bespannt. Die mit V-Streben abgestützten Tragflächen, ließen sich nach hinten klappen. Der erste Prototyp flog mehrere Jahre, wurde jedoch bei einem Unfall am 1. Januar 1938 zerstört. Eine weitere Maschine wurde gebaut, konnte jedoch auf Grund des Kriegsbeginns nicht mehr starten.

## Technische Daten
| Kenngröße             | Daten                                    |
| --------------------- | ---------------------------------------- |
| Besatzung             | 1                                        |
| Länge                 | 6,2 m                                    |
| Spannweite            | 8 m                                      |
| Höhe                  | 1,9 m                                    |
| Flügelfläche          | 10 m²                                    |
| Nutzlast              |                                          |
| Leermasse             | 350 kg                                   |
| max. Startmasse       |                                          |
| Reisegeschwindigkeit  |                                          |
| Höchstgeschwindigkeit | 142 km/h                                 |
| Dienstgipfelhöhe      |                                          |
| Reichweite            |                                          |
| Triebwerke            | 1 × Szekely SR-3-0 Kolbenmotor mit 37 PS |